# هايك مليكيان
هايك مليكيان (أرمني: Հայկ Մելիքեան؛ من مواليد 29 نوفمبر 1980 في يريفان) هو عازف بيانو وملحن أرميني .
ولد ميليكيان في يريفان. حائز على العديد من مسابقات البيانو الدولية. وهو معروف على نطاق واسع بأنه واحد من أفضل الفنانين في القرن العشرين والموسيقى المعاصرة. حصل هايك مليكيان على لقب الفنان الفخري لأرمينيا من الرئيس سيرج سركسيان في عام 2013.
في عام 2009، بدأ هايك مليكيان "1900+" سلسلة حفلات موسيقى البيانو العالمية من القرن العشرين والموسيقى المعاصرة.
في عام 2013، أجرى في ألمانيا مع كارين جيلانيان تكريماً للاحتفال بمرور 100 عام على الإبادة الجماعية للأرمن. 

## Quates
«هايك ميليكيان لديه قوة وسرعة فائقة، مع الكثير من الاهتمام بالصوت الداخلي، فهو لا يفقد أبداً أسلوبه أو إتجاهه في أي من هذه الموسيقى، وهو أمر مثير للإعجاب عندما تعتقد أنه يمثل حقا أسلوبين مختلفين للغاية» . - باري برينيسال (مجلة Fanfare)

## الروابط
- Official Website